# Ейнар Тенсаґер
Ейнар Тенсаґер (норв. Ejnar Tønsager, 12 квітня 1888 — 15 жовтня 1967) — норвезький академічний веслувальник.